# Amjad Sabri
Pour les articles homonymes, voir Sabri.
Amjad Farid Sabri, né le 23 décembre 1970 et mort le 22 juin 2016 à Karachi, est un chanteur de qawwalî pakistanais.

## Biographie
Né dans la famille des frères Sabri (en), il est le fils de Ghulam Farid Sabri (en).
Il est assassiné le 22 juin 2016 à Karachi. Le meurtre est revendiqué par les Talibans pakistanais, qui l'avaient accusé de blasphème.